# 하인리히 4세
하인리히 4세(Heinrich IV, 1050년 11월 11일 – 1106년 8월 7일)은 1056년부터 독일 왕이었고 1084년부터 1105년 강제로 퇴위 당할 때까지 신성 로마 제국 황제였다. 잘리어 왕조의 세 번째 황제였으며 11세기의 가장 강력하고 중요한 역할을 한 황제였다. 교황 그레고리오 7세와 이른바 서임권 투쟁을 둘러싸고 격렬한 대립을 벌여, 한때 카노사의 굴욕(1077년)이라는 불명예스러운 일을 당하기도 했으나 끝내는 1084년에 교황 그레고리오 7세을 축출하며 복수에 성공하였다.
1053년 11월 11일 부왕에 의해 공동 독일 국왕으로 임명되었다. 1056년 아버지 하인리히 3세의 사후에 6살의 나이로 즉위하였으나 무능한 모후 아그네스의 섭정으로 인해 그의 지위는 상당히 위태로웠다. 반대 세력을 무력으로 진압하여 독일 내 권력 장악에 성공하기도 했지만 장남 콘라트와 차남 하인리히 5세의 반란으로 불행한 말년을 보냈다.

## 어린 시절
하인리히 4세는 신성 로마 제국 황제 하인리히 3세와 아그네스 사이에서 태어난 아들로 고슬로에서 태어났다. 원래 기독교에서 세례는 태어난 직후 받는 유아세례가 일반적이지만 그뤼니 수도원의 프고를 대부(代父)로 맞이하기 위해 다음 해 봄 부활절까지 세례를 연기했다. 세례를 받기 전 아버지 하인리히 3세는 아들을 후계자로 지명하여 크리스마스에 궁정에 모인 제후들에게 복종을 요구했다.

### 즉위
1053년 아버지 하인리히 3세는 아직 어린 아들이 후계자로 인정받을 수 있도록 하기 위해 귀족회의를 열었고, 1053년 11월 11일 아버지 하인리히 3세에 의해 로마의 왕(하인리히 3세 시대부터 독일 국왕을 칭하는 칭호)으로 선언되었다. 1054년 7월 17일 퀠른 대주교 베르만에 의해 왕관을 수여받았다. 이로써 정식 후계자 수속을 밟았기 때문에 하인리히 3세가 1056년에 갑자기 사망했을 때, 특별한 문제없이 왕위를 계승하였다.

## 서임권 분쟁

### 배경
6살의 어린나이에 즉위하였기에 모후 아그네스가 섭정하였다. 그러나 모후가 무능하였는데, 정치적 오판으로 왕권의 기반을 이루던 바이에른, 슈바벤, 케른텐 등을 귀족들에게 나누어 주며 자치권을 부여하였다. 자치권을 얻은 귀족들은 독자 노선을 걸었고 왕권이 약해지기 시작했다. 1062년 쾰른 대주교(안노 2세)가 하인리히 4세를 납치한후 모후의 퇴진을 요구하였다. 결국 모후는 섭정에서 물러났고 권력을 차지한 안노 2세는 개혁파 교황을 옹호했다. 1065년 친정을 시작했으나 왕권은 불안정하였다. 독일 군주의 힘이 약해지는 사이에 로마 교회는 교황권을 강화하여 세속군주가 교황 선출과 성직자 서임권을 행사하지 못하도록 하는 개혁을 실시하였다. 그러나 하인리히 4세는 이에 반발하였다. 카롤링거 왕조 때부터 약 300년간 독일 군주가 행사해왔던 권리를 포기할 수 없었다.
1075년 하인리히 4세는 교황의 의사를 무시하고 밀라노에 대한 서임권을 행사해 자신의 뜻에 부합되는 사제를 임명하기 시작했다. 이에 대해 교황 그레고리오 7세는 1076년 하인리히 4세를 파문하는 것으로 대응했다. 황제가 교황을 폐위하는 경우는 무수히 많았으나 교황이 세속군주를 직접 파면하고, 폐위하는 일은 4세기 기독교가 국교화 된 이래 단 한 번도 그 선례가 없는 일이였다. 아무튼 하인리히 4세가 파문을 당하자 작센 선제후등의 독일 지역 제후들이 하인리히 4세에게 반기를 들었고 하인리히에게 상황이 매우 불리해졌다.

### 카노사의 굴욕
교황에 의해 파문을 당한 하인리히 4세는 교황을 직접 만나 용서를 구하고 파문 철회를 요청하기 위해 이탈리아로 향했다. 하인리히 4세가 오고 있다는 소식을 접한 그레고리오 7세는 하인리히가 군대를 이끌고 오는 것으로 생각하여 카노사성으로 급히 도피한다. 1077년 1월 25일 카노사성에 도착한 하인리히 4세는 카노사 성 밖에서 3일 동안 교황에게 용서를 구하고, 파문의 해제를 간청했다. 이것이 그 유명한 카노사의 굴욕으로 교황 권력이 황제 권력보다 우위에 서게 되는 전환기이자 과도기에 벌어진 상징적인 사건이라 할 수 있다. 그레고리오 7세는 파문을 해제했으나, 폐위의 위기에서 벗어난 하인리히는 귀국 후 교황에 대한 적대 행위를 재개했다.

### 복수
파문 철회에 반발하며 독일 지역 제후들은 1077년 3월에 하인리히 4세를 대신해 슈바벤공 루돌프를 새로운 대립왕으로 추대했다. 하인리히 4세는 즉각적으로 바이에른 공작령과 슈바벤 공작령에 대한 몰수 조치를 취했고 내전이 벌어졌다. 1080년 교황 그레고리오 7세는 루돌프를 새로운 독일왕으로 승인하면서 하인리히 4세를 재차 파문하였다. 그러나 파문은 아무런 효력을 발휘하지 못했다. 1080년 10월에 벌어진 전투에서 하인리히 4세가 패배했으나 전투중에 루돌프는 오른손이 잘리는 부상을 입고 그 다음날 사망하고 말았다.
왕에게 충성 맹세를 했던 손이 잘린 것은 신의 심판을 받은 것이라는 소문이 퍼지면서 반란군의 사기가 저하되었으며 반대파 귀족들은 구심점을 잃고 붕괴하였다. 하인리히 4세는 독일 지역 내 권력 장악에 성공한 후 복수의 기회를 엿보았다. 1080년 이탈리아 원정을 통하여 카노사의 성주 마틸다를 패퇴시켰다. 1081년에 로마로 진격하여 3년의 노력 끝에 1084년 3월 21일 로마를 점령하였다. 하인리히 4세가 로마 정복 후 가장 먼저 한일은 산탄젤로성으로 피신한 교황 그레고리오 7세의 폐위였다. 그 후 라벤나 주교를 클레멘스 3세로 하여 새 교황으로 옹립한 후 황제 대관식을 1084년 3월 31일에 올렸다.

### 로마약탈(1084년)
로마가 하인리히 4세의 수중에 넘어가자 그레고리오 7세 교황은 산탄젤로성으로 피신한 후 남부 이탈리아 지역의 지배자 로베르 기스카르에게 구원을 요청하였다. 1084년 5월 로베르가 노르만족과 사라센 출신으로 구성된 군대를 이끌고 로마로 진격해오자 하인리히 4세는 전세가 불리하다고 판단하여 독일로 퇴각해 버린다. 로베르가 교황을 구출하러 로마 시내로 진입하자 반-교황파(그레고리오 7세에 반대하는 무리)가 이에 저항하였다.
로베르의 군대는 저항 세력을 진압하며 그레고리오 7세 구출에 성공하였다. 그러나 로베르의 군대는 시가전을 벌이며 방화와 약탈을 자행하였다. 3일간 벌어진 약탈과 방화의 피해는 심각했다. 약탈 책임에 대한 로마 시민들의 원망과 분노가 극도에 달하자 신변의 위험을 느낀 그레고리오 7세는 로베르의 군대와 함께 로마를 떠날 수밖에 없었다. 그레고리오 7세는 살레르노에서 쓸쓸히 망명 생활을 하다가 이듬해 1085년에 그곳에서 객사하였다.

## 장남 콘라트의 반란
1090년 교황 우르바노 2세의 주선으로 43세의 토스카나 여후작 마틸다가 결혼을 한다. 상대는 독일 남부 바이에른 벨프 가문에 17세밖에 안된 벨프 5세(생몰 1072-1120)였다. 26세의 나이를 뛰어넘는 이 정략결혼으로 독일 남부와 북이탈리아의 하인리히 4세 반대자들은 혼인동맹을 맺은 것이다. 이런 심상치 않은 흐름에 하인리히 4세의 장남 콘라트도 동참하였다. 하인리히 4세는 왕권을 강화하고자 1087년에 장남 콘라트(생몰 1074-1101)를 독일 공동왕에 봉한 바가 있다. 그런데 부왕에 대한 불만이 누적되어 있던 장남 콘라트가 1093년에 마틸다를 비롯한 북부 이탈리아 롬바르디아인, 독일 남부 귀족들과 공모하여 반란을 일으켰다. 거사 전에 콘라트는 공모자들에 의해 이탈리아의 왕으로 추대를 받는다.
이번 반란은 교황 우르바노 2세(재위 1088-1099)의 충동질도 있었다. 자신에게 충성서약을 한 후 반란에 가담한다면 나중에 황제에 오르게 해주겠다고 콘라트에게 약속을 하였다. 교황 우르바노 2세는 과거 추기경 시절에 하인리히 4세와 그레고리오 7세 간에 있었던 서임권 투쟁 중에 그레고리오 7세를 충심으로 지지했었다. 또한 황제가 옹립한 대립교황 클레멘스 3세가 로마를 장악하고 있음으로 인해 자신의 입지가 약해져 있었다. 황제에게 불리한 상황이 발생하도록 만든 후 독일 내 지배력을 저하시켜서 황제의 로마 교회에 대한 영향력을 약화시키고자 반란을 책동했던 것이다.
1095년에 열린 피아첸차 공의회에서는 하인리히 4세의 두 번째 부인 유프락시아가 남편이 잠자리를 강요하고, 의붓아들 콘라트와의 동침을 명령하는 등 비윤리적인 행위를 일삼았다고 증언을 한 후 황제를 고소했다. 물론 모함일 가능성이 다분하지만 콘라트의 반란을 정당화하기에는 적합했으며 교황 우르바노 2세는 이런 왕비의 행위를 지지했다.
반란을 진압하고자 하인리히 4세는 이탈리아 원정을 실시했고 한때 어려운 상황에 처하기도 했으나 결국 반란을 진압한다. 벨프 5세가 1095년에 마틸다와 헤어졌고, 퇴위당한 그의 아버지 벨프 4세가 1096년에 다시 바이에른을 봉토로 받은 뒤에 반란 귀족세력은 와해되었다. 1097년이 되어 독일로 귀환한 하인리히 4세는 1098년의 마인츠의 왕국 회의에서 장남 콘라트를 폐위시키고, 차남 하인리히 5세를 독일 왕위 계승자로 지정하였다. 아울러 하인리히 4세는 차남 하인리히 5세에게 자신의 살아 생전에는 제국 정치에 관여하지 않겠다는 선서를 시켰다.

## 사망
하인리히 4세의 서임권 투쟁은 교황 그레고리오 7세(재위 1073-1085)때 시작된 후 빅토르 3세, 우르바노 2세, 파스칼 2세 때까지 후임 교황들과 지속되었다. 하인리히 4세가 시종일관 서임권은 자신의 권리라고 주장하자 교황 파스칼 2세(재위 1099-1118)는 1102년 교회회의를 통해 황제의 서임권 행사 금지를 재확인한 후 하인리히 4세를 파문하였다. 하인리히 4세는 1103년 마인츠 제국 의회를 통해 파문 해제를 조건으로 십자군 원정을 추진하겠다고 선언했다. 교황과 화해하지 않는 한 황제로서 온전한 권력을 행사 할 수 없었기 때문이었다. 십자군 원정을 준비하기 위해 영주들에게 향후 4년 동안 모든 분쟁의 제한을 명하였다. 그러나 교회와의 화해가 이루어지지 않자 이에 대해 영주들은 불만을 품게 되었다. 황제가 자기 아들을 위해 귀족들의 권리를 제한하고 있다고 생각했다.
아버지 생전에는 제국 정치에 관여하지 않겠다는 선서를 했음에도 불구하고 귀족들과의 다툼이 생기는 것을 두려워한 차남 하인리히 5세는 아버지를 희생시켜 자신의 왕위 계승을 확실히 하려고 귀족들과 협약을 맺은 후 1104년 반란을 일으켰다. 교황 파스칼 2세는 하인리히 5세를 지지하였으며 하인리히 4세는 전투에 패하여 쾰른으로 도망쳤다가 마인츠에서 생포되어 투옥된 후, 1105년에 퇴위당했다. 비록 왕위를 잃었지만 포기하지 않던 하인리히 4세는 리에주로 달아났다가 로렌 지방 사람들과 연합해 1106년에 하인리히 5세의 군대를 무찌르며 재기를 시도했다. 그러나 몇 개월 뒤 갑작스럽게 병사하고 말았다.

## 가족 관계
첫 부인 베르타와 사이에서 3남 3녀를 낳았다. 첫째와 둘째는 요절했고 셋째 아그네스는 슈바벤 공작 프리드리히 1세와 결혼했다가 오스트리아 변경후작 레오폴트 3세와 재혼했다. 넷째 콘라트는 독일 공동 국왕이었다가 이탈리아 국왕으로 선출된 후 아버지에 맞서 반란을 일으켰다가 폐위되었다. 여섯째 하인리히 5세는 신성로마제국 황제에 올랐다. 두 번째 부인 유프락시아 사이에서는 자식을 낳지 못했다.
배우자
- 사부아 백작녀 베르타(Bertha, 1051년 ~ 1087년)
- 키에프 공주 유프락시아(Eupraxia, 1067/1070년 ~ 1109년)

자녀
베르타와의 소생(3남 3녀)
- 1녀 아델하이트(1070년 ~ 1079년), 요절
- 1남 하인리히(1071년 ~ 1071년), 요절
- 2녀 아그네스(1072/73년 ~ 1143년), 슈바벤 공작부인
- 2남 콘라트 (1074년 ~ 1101년), 폐위
- 3녀 마틸데(?-?), 미상
- 3남 하인리히 5세(1086년 ~ 1125년), 신성로마제국 황제